# Moscú 80
Olimpiada 1980, également connue sous le nom de Moscú 80, est une bande dessinée espagnole illustrée par Francisco Ibáñez, appartenant à la franchise Mortadel et Filémon, éditée en 1979 et 1980.

## Synopsis
Un groupe d'hommes politiques souhaite que l'Espagne échoue à Moscú 80 afin qu'il y ait des démissions et qu'ils puissent prendre les postes vacants. Pour ce faire, ils envoient un agent du S.O.B.R.I.N.A. (Sindicato Organizador Bollos Reivindicantes Inter Nacionales Atléticos). Cet agent tentera d'inciter les athlètes espagnols à faire grève sous n'importe quel prétexte.
Mortadel et Filémon, accompagnés de leur chef, Super, se rendront à Moscou pour empêcher les athlètes de se mettre en grève, et si l'un d'entre eux le fait (ou est disqualifié), Mortadel et Filémon le remplaceront. Dans la pratique, ce sont toujours eux qui devront effectuer les remplacements.
Lorsque Super leur explique la mission, Mortadel lui rappelle que lors des Jeux olympiques précédents, ils ont obtenu de très mauvais résultats. Il souligne même le type de médaille qui lui a été décerné comme une médaille particulière pour sa participation. Les deux agents ont peu de temps pour s'entraîner, mais cela ne les aidera guère.

## Inspirations
Tous les clichés de l'Union soviétique et de la guerre froide sont présents dans cette bande dessinée : statues de Lénine, agents du KGB et déportations en Sibérie. On notera en particulier l'apparition du Premier ministre soviétique de l'époque, Léonid Brejnev.